# بخش بولیوار، کلمبیا
بخش بولیوار، کلمبیا (به اسپانیایی: Bolívar Department) یکی از بخش‌های کشور کلمبیا است که در شمال این کشور واقع شده‌است.

## خصوصیات
بخش بولیوار ۲۵٬۹۷۸ کیلومترمربع مساحت و ۲٬۰۴۹٬۰۸۳ نفر جمعیت دارد.